# Буреш, Иван Йосифов
Иван Йосифов Буреш (15 декабря 1885, София, Болгария — 8 августа 1980, там же) — болгарский зоолог, член Болгарской АН (1929).

## Биография
Родился 15 декабря 1885 года в Софии. В 1904 году поступил в Софийский университет, который окончил в 1909 году. Во время учёбы в Софийском университете был направлен на практику в Пражский и Мюнхенский университеты, также во время учёбы в Софийском университете основал энтомологическую станцию. В 1927 году основал Болгарский орнитологический центр. В 1914 году был избран директором Научно-природоведческого музея в Софии. Данную должность он занимал 33 года. С 1947 по 1959 год занимал должности директора Зоологического института и Софийского зоопарка. С 1959 года — на пенсии.
Скончался 8 августа 1980 года в Софии в возрасте 94—х лет, прожив долгую и плодотворную жизнь.

## Научные работы
Основные научные работы посвящены изучению насекомых, палеозоологии и истории естествознания.
- 1924—26 — Автор монографической сводки по пещерной фауне.
- 1929—43 — Автор монографической сводки по фауне чешуекрылых.
- 1933—42 — Автор монографической сводки по герпетологической фауне.
- 1956 — Автор монографической сводки по насекомым — вредителям сельского и лесного хозяйства Болгарии.
- Описал 5 новых родов и 107 видов насекомых фауны Болгарии.

## Членство в обществах
- Почётный член Русского энтомологического общества.
- Почётный член Чехословацкого зоологического общества.
- Почётный член Чехословацкого энтомологического общества.
- Почётный член ряда других научных обществ.